# テレスフォルス (ローマ教皇)
テレスフォルス（Telesphorus, ? - 136年?）は、ローマ教皇（在位：125年? - 136年?）。名前からおそらくギリシャ人であると考えられている。エイレナイオスはテレスフォルスがペトロ以降初の殉教者教皇であると書いた。彼の治世はハドリアヌス帝下での迫害の時期にあたっている。カトリック教会の聖人で、記念日は1月5日である。隠修士としてカルメル山に住んだという伝説から、カルメル会の守護聖人の1人になっている。